# OGLE-TR-211
OGLE-TR-211 es una estrella distante de magnitud 14 situada a unos 17.000 años luz de distancia en la Constelación de Carina.

## Sistema planetario
OGLE-TR-211 tiene un planeta en tránsito en una órbita muy cercana, es del tipo de Júpiter caliente.
| Planeta | Masa          | Semieje mayor (UA) | Periodo orbital (días) | Excentricidad | Inclinación | Radio |
| ------- | ------------- | ------------------ | ---------------------- | ------------- | ----------- | ----- |
| b       | 1.03 ± 0.2 MJ | 0.051 ± 0.001      | 3.67724 ± 3e-5         | 0             | ?           | ?     |